# Торошино (Псковская область)
Торо́шино — деревня в Псковском районе Псковской области России. Административный центр Торошинской волости Псковского района.
Расположена в 20 км к северо-востоку от Пскова на реке Пскова.
Железнодорожная станция Торошино на участке Псков—Струги Красные—Луга—Санкт-Петербург на бывшей Петербурго-Варшавской ж. д..

## Население
| 2001 | 2002 | 2010 |
| ---- | ---- | ---- |
| 740  | ↘692 | ↘691 |

## Исторические события
- 25 февраля 1918 года у станции Торошино было остановлено наступление немецких войск.
- 18 января 1944 года 1-й, 4-й и 5-й отряды 7-й Ленинградской партизанской бригады разгромили гарнизон станции Торошино и взорвали железнодорожный мост через Пскову[6].

В деревне расположен Храм Святителя Николая, восстановление которого было начато в 2001 году.